# Modelo promocional

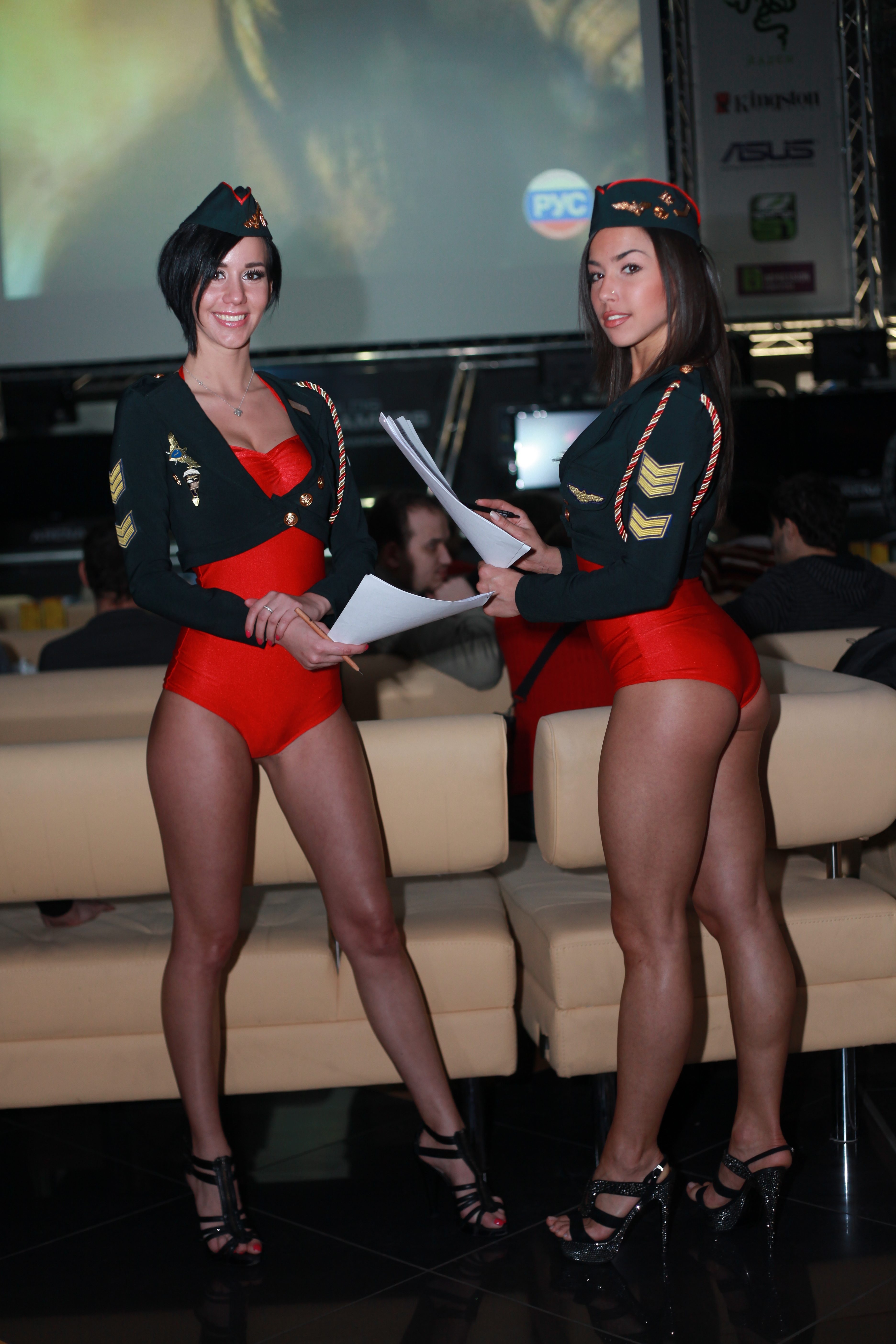
Modelos promocionales en Kiev.

Una modelo promocional es una modelo contratada para impulsar la demanda de los consumidores de un producto, servicio, marca o concepto al interactuar directamente con clientes potenciales. La mayoría de las modelos promocionales son convencionalmente atractivas en apariencia física. Sirven para hacer que un producto o servicio sea más atractivo y pueden brindar información a periodistas y consumidores en ferias comerciales y convenciones. Las modelos promocionales se utilizan en los deportes de motor, otros deportes (como las competiciones de dardos) o en ferias comerciales, o pueden actuar como «modelos portavoces» para promocionar una marca o un producto específico en anuncios publicitarios.

## Práctica
Si bien es posible que cada modelo no sea empleada directamente por la empresa que representa, puede capacitarse para responder preguntas y proporcionar comentarios de los clientes sobre productos, servicios y atractivo de la marca. Las responsabilidades de la modelo promocional dependen de la campaña de marketing particular que se lleve a cabo y pueden incluir: aumentar el conocimiento del producto; suministro de información sobre productos; crear una asociación en la mente del consumidor entre el producto o marca y una idea particular; entregar artículos a los consumidores, como una muestra del producto en sí, un pequeño obsequio o información impresa. Las campañas de marketing que hacen uso de modelos promocionales pueden tener lugar en tiendas minoristas o centros comerciales, ferias comerciales, eventos promocionales especiales, clubes o incluso en espacios públicos al aire libre. Las modelos promocionales también se pueden utilizar como presentadores de televisión para entrevistar a celebridades, como premios cinematográficos, eventos deportivos, etc. A menudo se planifican en lugares de alto tráfico para llegar a tantos consumidores como sea posible, o en lugares en los que se espera que esté presente un tipo particular de consumidor objetivo.

### Modelo de automovilismo

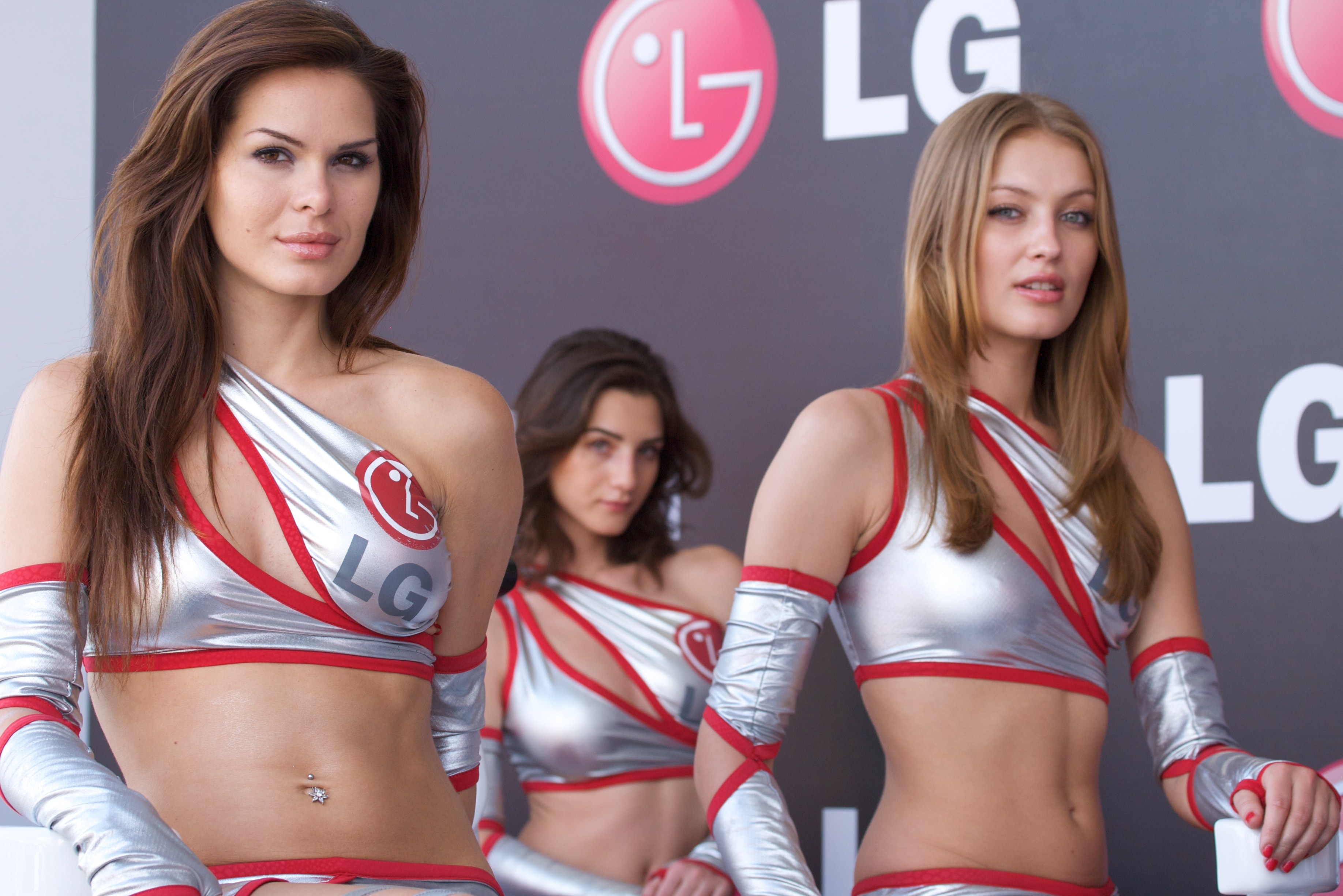
Grid girls en el Gran Premio de Turquía de 2009 de Fórmula 1.

La escena de los deportes de motor a menudo utiliza modelos promocionales como parte de un equipo de pit stop en ciertos tipos de carreras de motor. El primer uso de modelos promocionales en carreras automovilísticas fue a fines de la década de 1960. Fue entonces cuando se acuñó el término en inglés race queen. Antes de eso, las mujeres en las carreras de autos eran en su mayoría esposas y novias de los pilotos y el personal, con la excepción de algunas pocas que eran pilotos. En 1983, la empresa de bronceadores Hawaiian Tropic patrocinó las 24 Horas de Le Mans. La compañía trajo a sus modelos de los Estados Unidos en bikinis con el nombre de la compañía para que aparecieran en la pista de carreras antes de que comenzara la carrera. Esa práctica se importó a Japón para la carrera de motocicletas de las 8 Horas de Suzuka a mediados de la década de 1980.
Las modelos, denominadas grid girls o pit/paddock girls en Europa, son muy comunes en muchas series a nivel mundial. En los Estados Unidos, se las conoce como umbrella girls («chicas paraguas»). Debido a la forma de vestir de estos modelos, las compañías de seguros consideran a los modelos como un peligro para la seguridad debido a los estrictos códigos de vestimenta impuestos en el garaje y las áreas de boxes por muchos organismos sancionadores; en Nueva Jersey, los estrictos códigos de vestimenta prohíben efectivamente a las modelos. En DTM y algunos otros eventos, los organizadores han comenzado a reclutar modelos masculinos como en las líneas de salida, principalmente en vehículos de mujeres pilotos. El término coreano para estas modelos es 레이싱모델 («modelos de carreras»). Las modelos de carreras aparecen en exhibiciones de automóviles y eventos de carreras.
En Japón, existe un fenómeno conocido como レースクイーン («reinas de las carreras», también llamadas por su traducción al inglés race queens) que son a menudo consideradas como «idols». La edad promedio de estas chicas es desde finales de la adolescencia hasta principios de los veinte y la demanda de ellas disminuye con la edad. No es raro que algunas de ellas tengan antecedentes o una carrera secundaria como gravure idols. Las reinas de las carreras que operan en eventos prestigiosos y con una gran base de fanáticos también se pueden encontrar en exhibiciones de automóviles simplemente para atraer multitudes donde son una atracción casi tan importante como los automóviles o los productos electrónicos que promocionan.
Hubo una «burbuja de reinas de las carreras» de finales de los años 1980 hasta finales de los años 1990, donde una de las mejores reinas de las carreras en Japón podía ganar 500 000 yenes en dos días o al menos 200 000 yenes. En 1993, ese salario era de 100 000 yenes. Después de esta era del auge, el precio de mercado de las reinas de las carreras cayó de 20 000 a 30 000 yenes en dos días.

### Modelos portavoces

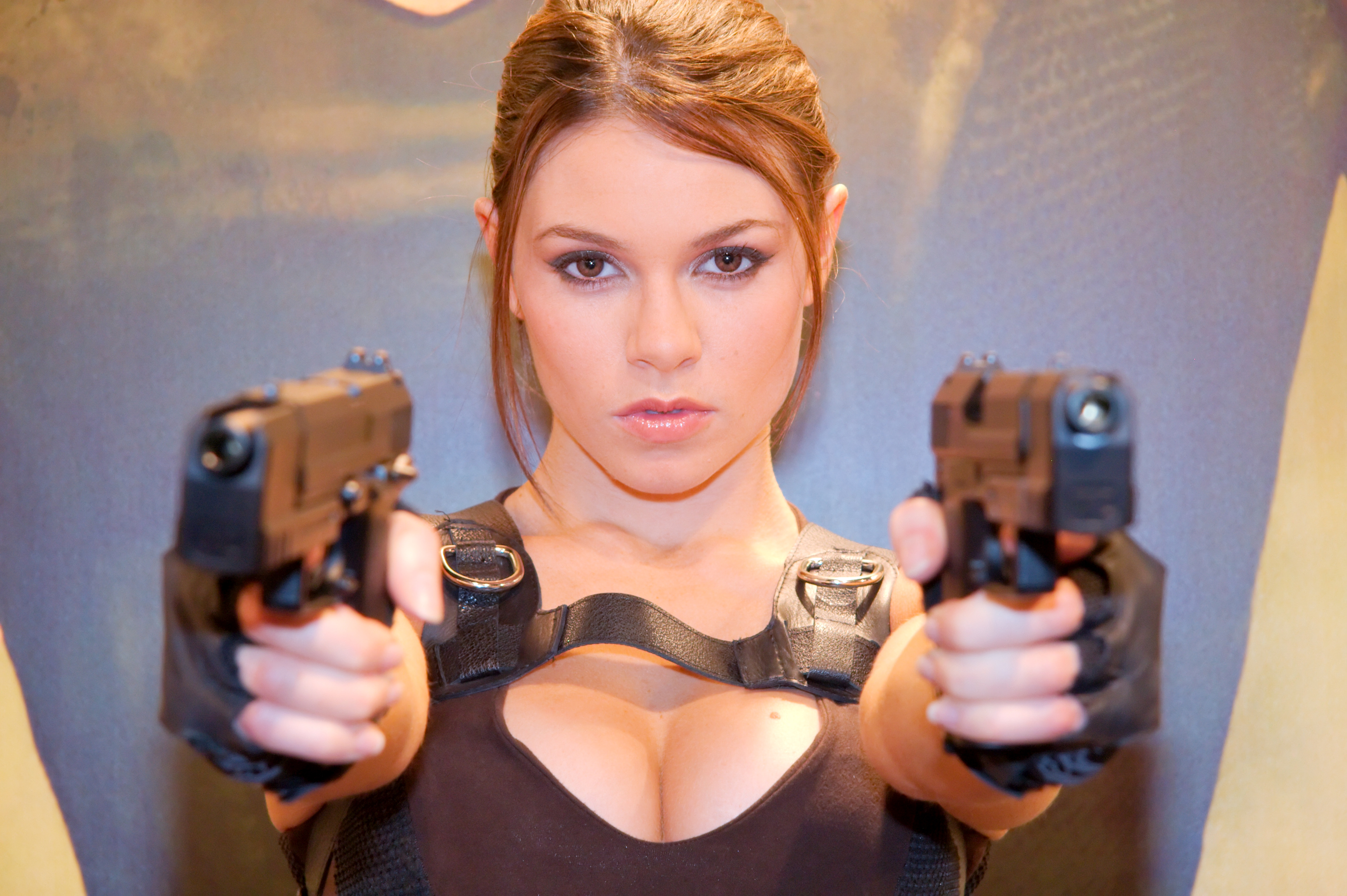
Alison Carroll como Lara Croft en el Paris Game Festival 2008.

«Portavoz» es un término que se usa para una modelo que se emplea para asociarse con una marca o producto específico en los anuncios publicitarios. Una modelo portavoz puede ser una celebridad utilizada solo en anuncios (en contraste con un «embajador de marca», de quien también se espera que represente a la empresa en varios eventos), pero a menudo el término se refiere a una modelo que no es una celebridad por derecho propio. Un ejemplo clásico de tales portavoces son los modelos comprometidos para ser Marlboro Man entre 1954 y 1999, y Clarion Girl desde 1975. Al contrario de lo que sugiere el término, normalmente no se espera que un portavoz promocione verbalmente la marca. En Japón, se las conoce como キャンペーンガール («chicas de campaña») o イメージガール («chicas de imagen») y son generalmente contratadas por agencias gubernamentales.

### Modelo de feria comercial

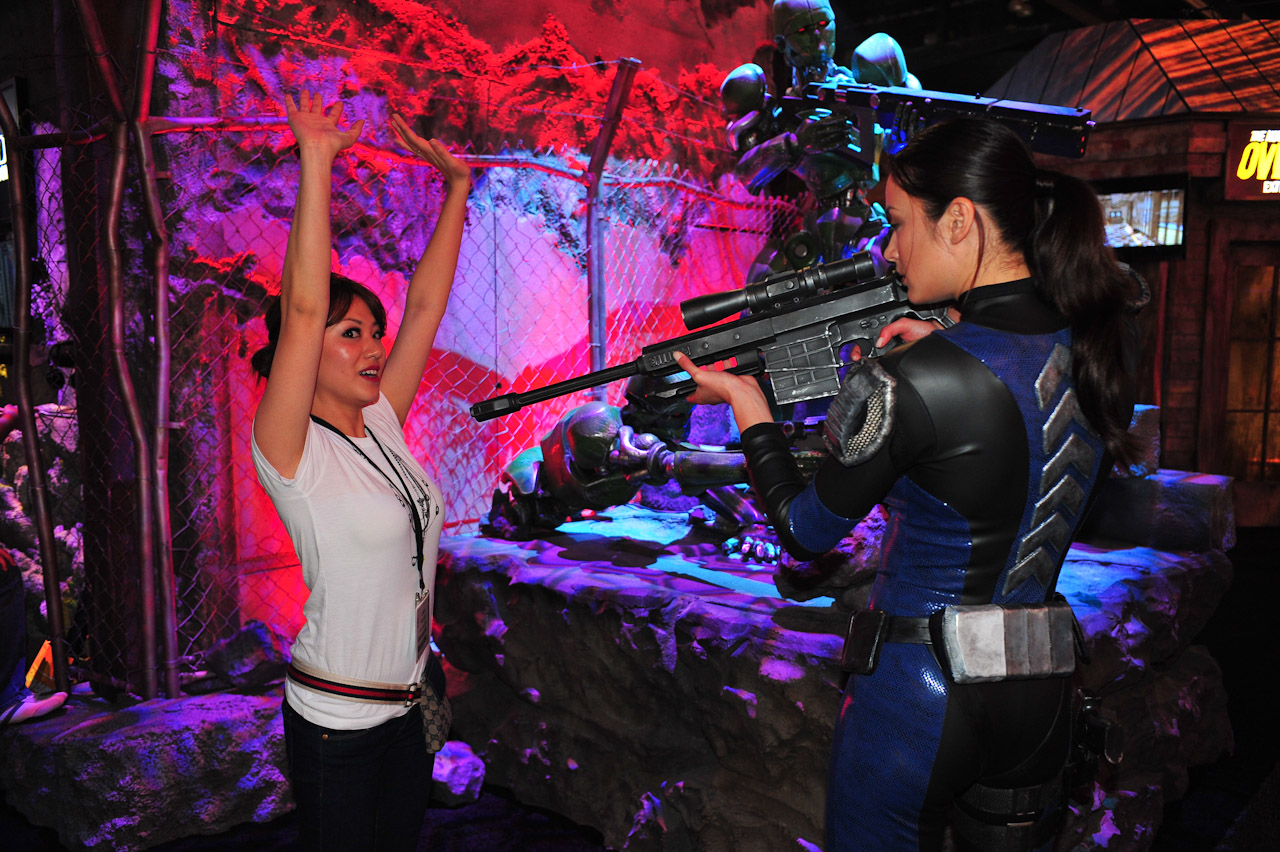
Una modelo de stand vestida como un personaje de videojuego posa con una visitante.

Una modelo de feria comercial (también conocida como modelo de convención, anfitriona de feria comercial, acompañante de stand, o profesional de stand; un término que se ha utilizado solo en Japón es dama de compañía pero hoy en día se usa con más frecuencia el acompañante de eventos (イベントコンパニオン) es un asistente que trabaja con los representantes de ventas de una empresa en una exposición comercial, trabajando en el espacio de piso o en un stand y representando a una empresa ante los asistentes. Dichas modelos se utilizan para atraer a los asistentes y pueden proporcionarles información básica sobre productos o servicios, y se pueden utilizar para distribuir materiales de marketing o recopilar información de clientes para futuras promociones. La vestimenta y las interacciones esperadas varían dependiendo de la naturaleza del programa y de la imagen que la empresa quiera mostrar, y algunas veces usan vestuario que es particular de la empresa, el producto o el servicio representado.
Las modelos de ferias comerciales generalmente no son empleadas regulares de la empresa, pero se contratan porque hacen que el stand de una empresa se distinga más visiblemente de otros stands con los que compite por la atención de los asistentes. Si es necesario, pueden explicar o difundir información sobre la empresa y su producto y servicio, y pueden ayudar a una empresa a manejar una gran cantidad de asistentes que, de otro modo, la empresa no tendría suficientes empleados para acomodar, lo que aumentaría la cantidad de ventas o clientes potenciales. como resultado de la participación en el espectáculo. Las modelos pueden ser hábiles para atraer a los asistentes al stand, involucrarlos en una conversación y estimular el interés en el producto, servicio o empresa.

## Controversias

### Ferias

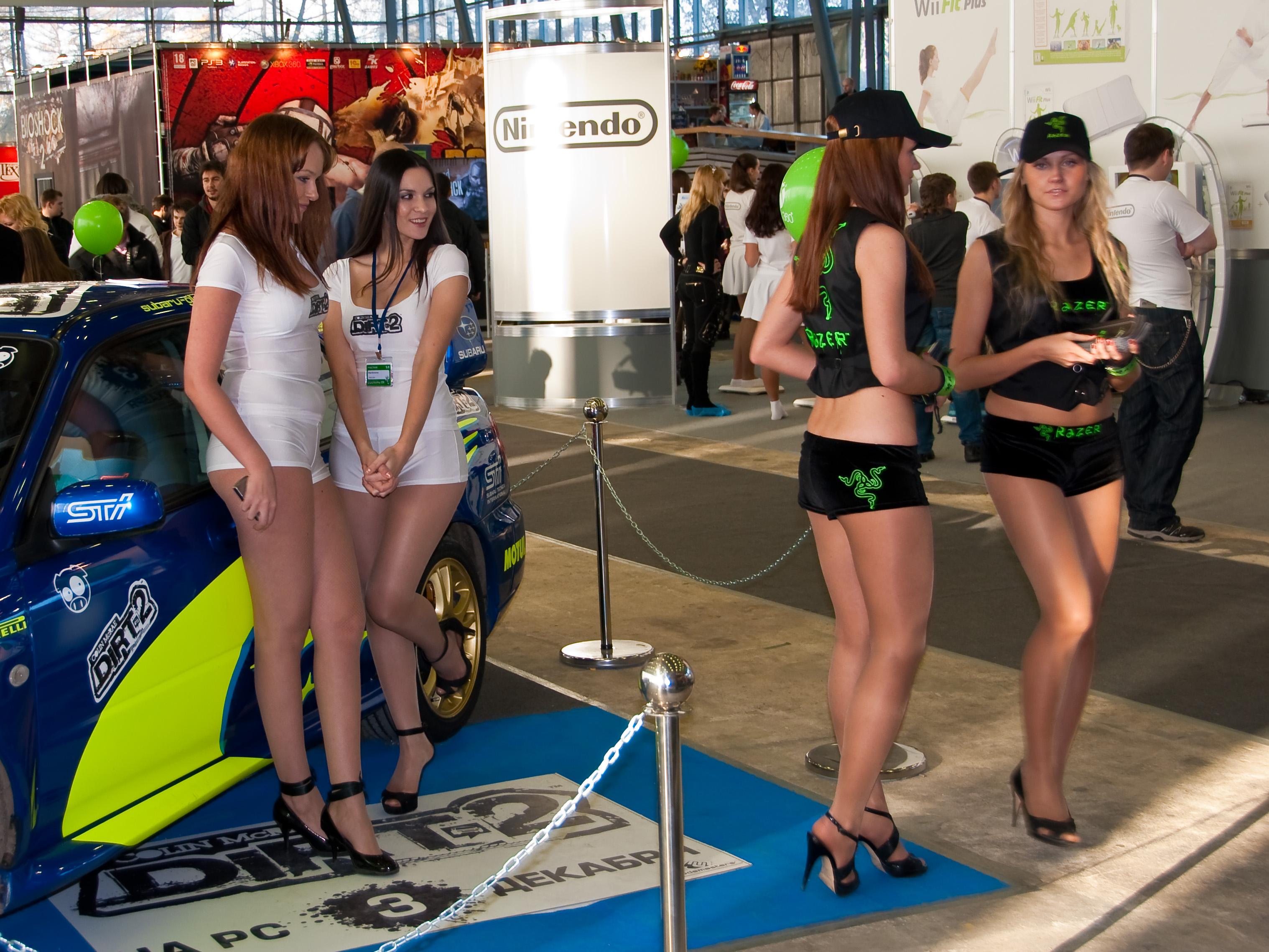
Modelos que promocionan software y hardware de videojuegos en IgroMir 2009.

El término coloquial stand babe («nena de stand»), acuñado en 1986, o stand bunny («conejita de stand»), acuñado en 1989, se utiliza mucho para referirse a cualquier modelo femenina de feria. Por lo general, se les pide a las modelos que posen para fotografías con los asistentes a la convención, pero a veces se produce una conducta inapropiada de los asistentes, como en el caso de la campaña «Sin to Win» de Electronic Arts de 2009 para promover Dante's Inferno. Desde finales de la década de 1990 y cada vez más, la práctica de emplearlas ha sido, de manera controvertida, fuertemente criticada por algunos periodistas y segmentos de la industria de los videojuegos y las comunidades de electrónica de consumo. Los críticos de las stand babes lo declararon un problema sexista y describieron la práctica como «obsoleta», cosificante y sexualmente degradante, además de insultar y alienar a otras mujeres, en particular a las de la industria de la tecnología de la información. A su vez, algunos otros argumentan que las modelos y las empresas están siendo atacados injustamente, acusando a los críticos de sensacionalismo, mostrar una corrección política «extrema», ser «mojigatos» y censuradores, y propagar un pánico moral similar al puritano.
El apodo de booth babe o «nena de stand» también es controvertido en sí mismo, ya que algunos lo consideran ofensivo y degradante, incluido entre las propias modelos de ferias comerciales. Sin embargo, el término sigue siendo utilizado con frecuencia en la angloesfera por los periodistas y por las personas que se oponen a la presencia de las modelos que definen como booth babes.

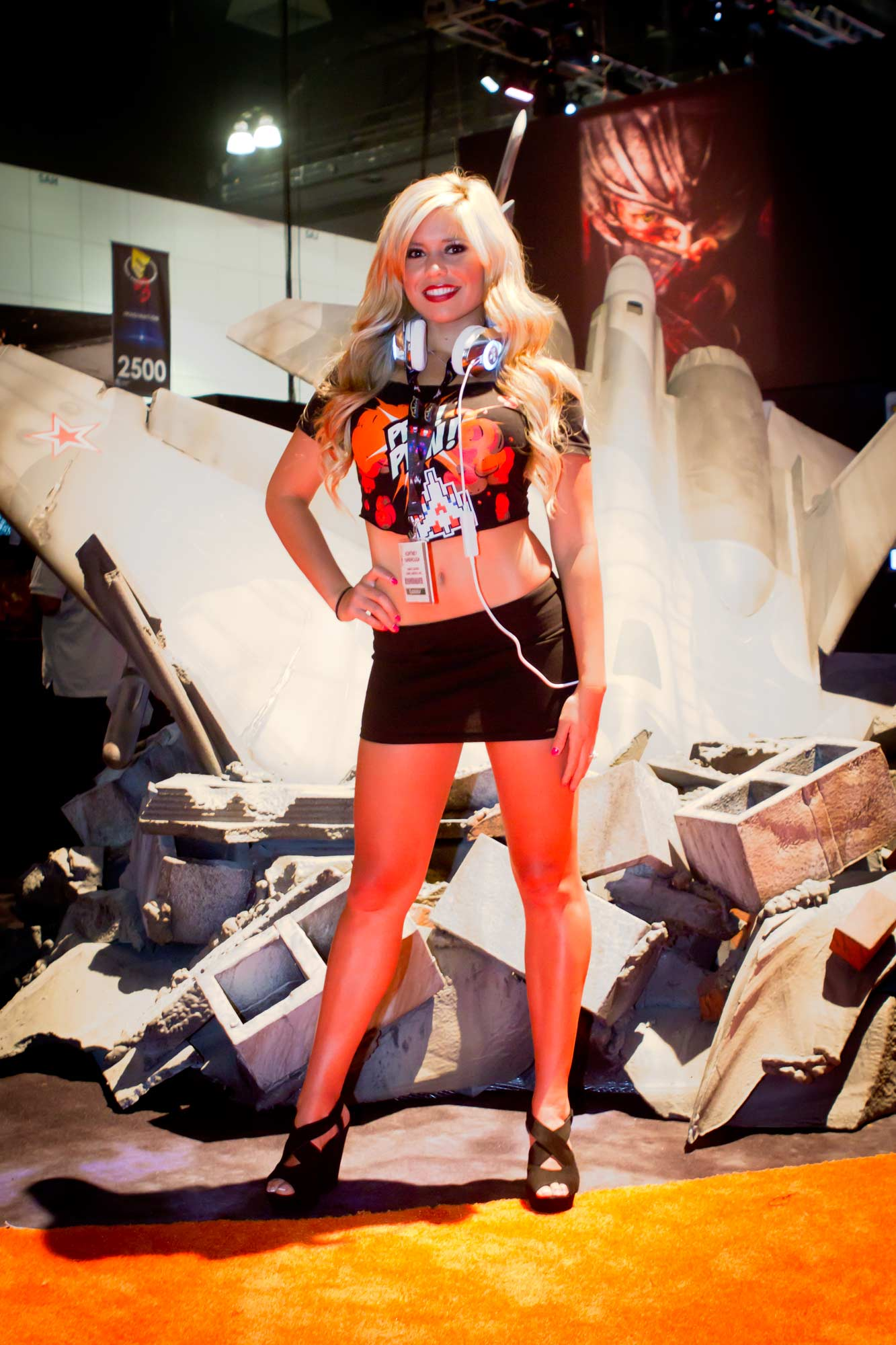
Una modelo en el E3 2011.

Los estándares sociales y comerciales cambiantes han resultado en una disminución en el uso de modelos promocionales en ferias comerciales, especialmente en los Estados Unidos. La más grande convención de negocios de videojuegos, Electronic Entertainment Expo (E3), intentó prohibir la «conducta que es sexualmente explícita y/o sexualmente provocativa» en 2006 luego de la protesta de Agetec en 2005, pero se revirtió en esta postura en 2009, después de quejas sobre este y otros cambios de política. Greg Kasavin de GameSpot comentó que, con este intento, la Entertainment Software Association (ESA, «Asociación de Software de Entretenimiento») estaba «tratando de poner una definición a lo que constituye poca ropa y cúal es el límite de lo ofensivo», ya que estaba «bajo mucha presión en estos días para limpiar la imagen de los juegos y al menos demostrar que la industria de los videojuegos es responsable de regularse a sí misma» después de la controversia del minijuego Hot Coffee.
La China Digital Entertainment Expo & Conference (ChinaJoy) introdujo y aplicó estrictamente un código de vestimenta en 2012, diciendo que no querían «enviar el mensaje equivocado» a su público adolescente principal, y San Diego Comic-Con International prohibió a las modelos eróticas SuicideGirls de tener un stand en 2010. La convención de videojuegos Penny Arcade Expo (PAX) adoptó un código de vestimenta tanto para modelos masculinos como femeninos, en lo que ellos llaman una directriz de política de «no booth babes», donde «booth babes se definen como personal de CUALQUIER género utilizado por los expositores para promocionar sus productos en PAX utilizando métodos abiertamente sexuales o sugestivos. No se permite la desnudez parcial, la exhibición agresiva del escote y el ombligo, y los shorts/faldas más de 4 pulgadas por encima de la rodilla». Eurogamer Expo no las permitió por completo en 2012, diciendo que querían hacer un espectáculo más «amigable» y que todos los visitantes «se sintieran cómodos», con una pauta formal que decía «booth babes no están bien».
La Consumer Electronics Association (CEA), incluido su presidente y director ejecutivo Gary J. Shapiro, y la vicepresidenta sénior Karen Chupka, defendieron inicialmente el uso de modelos femeninas que los críticos consideraron que no vestían lo suficiente, pero desaconsejaron la práctica en 2014 después de que una petición de Change.org iniciada por la periodista de tecnología de Forbes, Connie Guglielmo, exigiera su prohibición y alcanzó las 250 firmas. La propuesta de los activistas de «prohibir a las booth babes» fue rechazada porque la CEA se negó a «crear e imponer reglas arbitrarias o inaplicables, o peor aún, avanzar poco a poco nuestro evento hacia una prohibición talibanesca de la exposición de la piel», pero las nuevas pautas del Consumer Electronics Show (CES) indicaron: «Artículos de noticias recientes muestran que las 'booth babes' pueden reflejarse mal en su exhibición, por lo que le pedimos que considere esto cuidadosamente, para evitar alienar u ofender a varios segmentos de la audiencia».
En 2015, las camisetas sin mangas se encontraban entre los artículos prohibidos para el personal de los stands en la Conferencia RSA, una importante asociación de ferias/conferencias, como parte de los códigos de vestimenta que también informaban al personal de los stands que no usaran minivestidos ni monos ceñidos al cuerpo. Se consideraba que la práctica anterior de tener personal de stand apenas vestidos creaba una cultura en la que las mujeres eran vistas como «una delicia para la vista o como objetos decorativos o figuras hipersexualizadas».

### Deportes

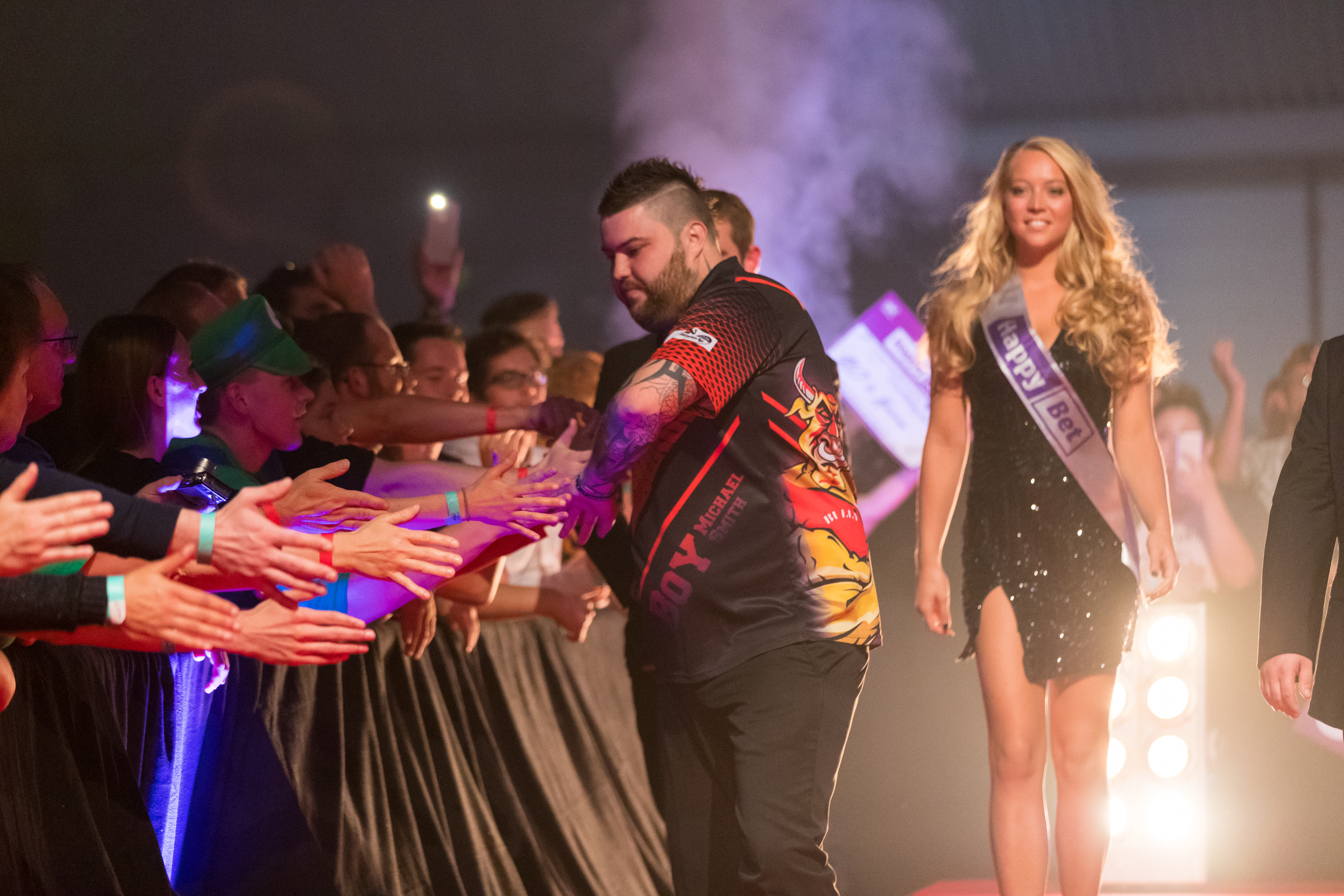
Una walk-on girl guía al jugador de dardos Michael Smith hasta el escenario en el Gran Premio de Dardos de Alemania 2017.

Después de una ronda de conversaciones con las emisoras, la Corporación Profesional de Dardos anunció el 27 de enero de 2018 que suspendería el uso de walk-on girls en los torneos de dardos. La decisión ha encontrado una reacción negativa por parte de algunos fanáticos, jugadores y modelos.

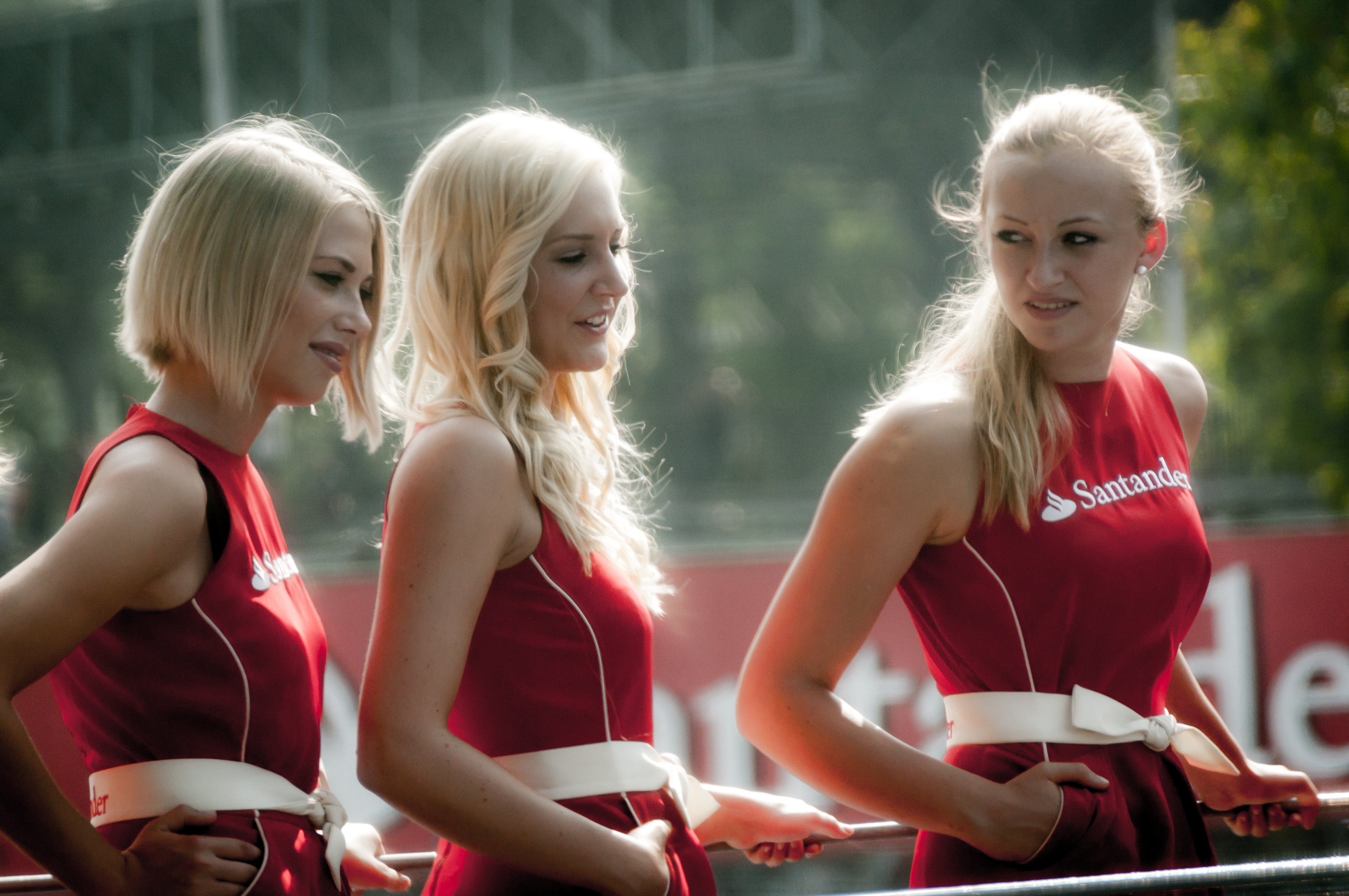
En el Gran Premio de Italia de 2012.

El 31 de enero de 2018, la gerencia de la Fórmula 1 anunció que pondría fin a la práctica de las chicas de parrilla que acompañan a los corredores a la pista, una tradición que «ha sido un elemento básico de los Grandes Premios de Fórmula 1 durante décadas», afirmando que «[ellos] sienten que esta costumbre no resuena con [sus] valores de marca y claramente está en desacuerdo con las normas sociales modernas». La medida ha generado críticas de ex chicas de la grilla, incluida la modelo británica Kelly Brook. El exejecutivo de F1 Bernie Ecclestone y el líder de Red Bull Racing Christian Horner también expresaron su desaprobación. En febrero de 2018, la Fórmula 1 anunció que tenía la intención de reemplazar a las grid girls con un nuevo programa llamado grid kids esa temporada. Los niños utilizados serían competidores en categorías karting o júnior, elegidos por las autoridades nacionales de automovilismo.
En un movimiento similar, las tradicionales chicas del podio del Tour de Francia de ciclismo fueron eliminadas y reemplazadas por un anfitrión masculino y uno femenino a partir del Tour de Francia 2020.